# 1489

## Събития
- Немският математик Йоханес Видман за пръв път употребява знаците „+“ (плюс) и „-“ (минус).

## Родени
- Антонио да Кореджо, италиански художник
- Томас Мюнцер, германски проповедник
- 15 април – Синан, османски архитект

## Починали
- Йоханес Видман